# Lynx (Einheit)
Lynx Commando (slowakisch offiziell Útvar osobitného určenia Prezídia Policajného zboru, Abk. ÚOU P PZ, deutsch Abteilung der Sonderbestimmung des Präsidiums des Polizeikorps) ist die Spezialeinheit der Slowakischen Polizei.
Die Truppe wurde 1993 aufgestellt, und ihre Aufgaben und Befugnisse sind durch die Vorschrift NR SR č.171 / 1993 geregelt. Der Kommandant der Einheit untersteht direkt dem Präsidialamt der Slowakei. Sie ist Mitglied im ATLAS-Verbund, dessen Vorsitz sie auch am 29. Juni 2021 übernahm.